# 歐文·亞隆
歐文·亞隆（英語：Irvin D. Yalom，1931年6月13日—），生於美國華盛頓哥倫比亞特區，是美國當代精神醫學大師級人物，也是造詣高深的心理治療思想家。他將以人際關係為基礎的心理治療理論發揚光大，成為美國團體治療的當代權威，並將存在主義哲學融入心理治療之中，開創了風格獨特、也啟發無數人的治療思想。
曾任教於美國史丹佛大學，目前是該校榮譽退休教授，仍在加州執業。

## 生平[3]
歐文·亞隆在波士頓州立醫院實習期間，曾觀察過精神科住院醫師自己參與的團體歷程（Group Process），由醫師馬克思·戴依（Max day）所帶領。
他在紐約西奈山醫院（Mount Sinai Hospital）實習期間，曾參加過與 LSD（麥角酸二乙醯胺）有關的實驗，檢測 LSD 是否會影響無意識知覺（亦即意識以外的知覺），他在測驗中體驗了無意識知覺。擔任住院醫師初期，開始診視思覺失調患者，首篇文章發表在《馬里蘭州醫學期刊》，討論 LSD 經驗與精神疾病經驗之間的主要差異。
他在巴爾的摩的約翰·霍普金斯醫院擔任三年的精神科住院醫師，在那參加傑洛米·法蘭克的每周討論會，學會研究方法學的根本原理，以及團體治療的基本原則。
歐文·亞隆深受羅洛·梅啟發。他認為，因為病人無法建立進而維持後天培養的人際關係，團體治療能提供理想場域，讓病人探索並改變與他人互動不良的模式；團體是一個社會縮影，治療團體中出現的問題，通常都是成員最初尋求治療的問題翻版。
1960 年派駐夏威夷檀香山的三聯軍醫中心，派駐期間組織過各種不同的治療團體。
1961 年回到美國後參加了三場面試：史丹佛大學醫學院、舊金山加州大學醫學院以及威斯康辛曼多塔州立醫院，最後決定到史丹佛大學醫學院任職。
1967 年獲頒國家心理衛生研究所優良教學獎，得到了前往倫敦塔維斯托克診所一年的機會，研究塔維斯托克的團體治療方法，同時積極編寫團體治療教科書。
1970 年代初期，亞隆開始到史丹佛腫瘤科，諮商癌症末期的病人，影響他往後十年的臨床治療方向。為了繼續與病人面對死亡，亞隆決定重回治療，當時，羅洛·梅已搬到蒂伯龍開業，亞隆開始了羅洛·梅的約診。

## 創作[5]
1977-1978 年應邀至史丹佛行為科學高等研究中心進行學術研究，在這期間完成《存在心理治療》。
1979 年出任史丹佛精神科住院部主任，為期兩年。此時開始著手住院病房的團體治療計劃，之後完成了《短期團體心理治療》。
1987 年，到北京、峇里島、夏威夷及歐洲旅遊期間完成《愛情劊子手》。
1990 年在塞席爾群島上完成《當尼采哭泣》。
修訂《團體心理治療的理論與實務》的同時，開始醞釀及進行《診療椅上的謊言》的寫作。
完成《亞隆文選》(The Yalom Reader)後，受到夢與病人的啟發完成《媽媽和生命的意義》。
亞隆為了給年輕治療師指引，運用自己的教學檔案寫成《生命的禮物》；採用團體治療的過程及叔本華的心理傳記完成《叔本華的眼淚》。
2008 年出版《凝視太陽》，是亞隆在治療健康及絕症病人過程中，對死亡議題的思考。
參訪斯賓諾莎博物館後，對斯賓諾莎與納粹的關聯產生興趣，開始動筆《斯賓諾莎問題》。
《一日浮生》則從亞隆自己的臨床故事產生靈感創作而成。

## 著作

### 小說
- 《日漸親近》（Every Day Gets a Little Closer），2004 年，心靈工坊出版，ISBN 986-757-416-8
- 《愛情劊子手》（Love's Executioner and Other Tales of Psychotherapy），2007 年，張老師出版，ISBN 978-957-693-707-1
- 《當尼采哭泣》（When Nietzsche Wept），2007 年，張老師出版，ISBN 978-957-693-463-6
- 《診療椅上的謊言》（Lying on the Couch），2007 年，張老師出版，ISBN 978-957-693-464-3
- 《媽媽和生命的意義》（Momma and the Meaning of Life），2012 年，張老師出版，ISBN 978-957-693-788-0
- 《叔本華的眼淚》（The Schopenhauer Cure），2005 年，心靈工坊出版，ISBN 986-757-450-8
- 《斯賓諾莎問題》（The Spinoza Problem），2013 年，心靈工坊出版，ISBN 978-986-611-265-2
- 《一日浮生》（Creatures of a Day），2015 年，心靈工坊出版，ISBN 978-986-357-024-0
- 〈我要報警〉（I'm calling the police! A Tale of Regression and Recovery[6]）收錄在《凝視太陽：面對死亡恐懼（全新增訂版）》，2017 年，心靈工坊出版，ISBN 978-986-357-084-4
- 《死亡與生命手記—關於愛、失落、存在的意義》（A Matter of Death and Life），2021 年，心靈工坊出版，ISBN 978-986-357-211-4

### 理論作品
- 《存在心理治療(上)(下)》（Existential Psychotherapy），2003 年，張老師出版，(上)ISBN 957-693-569-5，(下)ISBN 957-693-570-9
- 《短期團體心理治療》（Inpatient Group Psychotherapy），2018 年，心靈工坊出版，ISBN 978-986-357-135-3
- 《生命的禮物》（The Gift of Therapy），2002 年，心靈工坊出版，ISBN 957-280-845-1
- 《凝視太陽》（Staring at the Sun），2008 年，心靈工坊出版，ISBN 978-986-357-084-4
- 《成為我自己》（BECOMING MYSELF），2018 年，心靈工坊出版，ISBN 978-986-357-112-4